# Мбалох
Мбалох (индон. Bahasa Mbaloh, также эмбало, мемалох) — один из австронезийских языков, распространён на острове Калимантан — в провинции Западный Калимантан (Индонезия).
По данным Ethnologue, количество носителей данного языка составляло 10 тыс. чел. в 1991 году.
Письменность на основе латинской графики.

## Диалекты
В составе языка мбалох выделяют диалект калис. Последний может рассматриваться также как отдельный язык.

## Классификация
Степень родства языка мбалох с другими австронезийскими идиомами до конца не уточнена. В одних источниках мбалох включается в состав одной из подгрупп южно-сулавесийских языков, в других — в качестве самостоятельной ветви группы более высокого уровня — западных языков.